# Суригао (пролив)
Сурига́о (англ. Surigao Strait) — пролив в Филиппинском архипелаге, соединяющий море Минданао с Тихим океаном.
Длина пролива составляет около 100 км, наименьшая ширина — 22 км. Средние глубины составляют 25—54 м, на юго-западе глубина достигает 1000 м. Течения направлены на запад и юго-запад, скорость их достигает 50 см/с. Порт — Суригао (остров Минданао). На северо-востоке соприкасается с заливом Лейте.